# Sint-Antoniuskapel (Eckelrade)

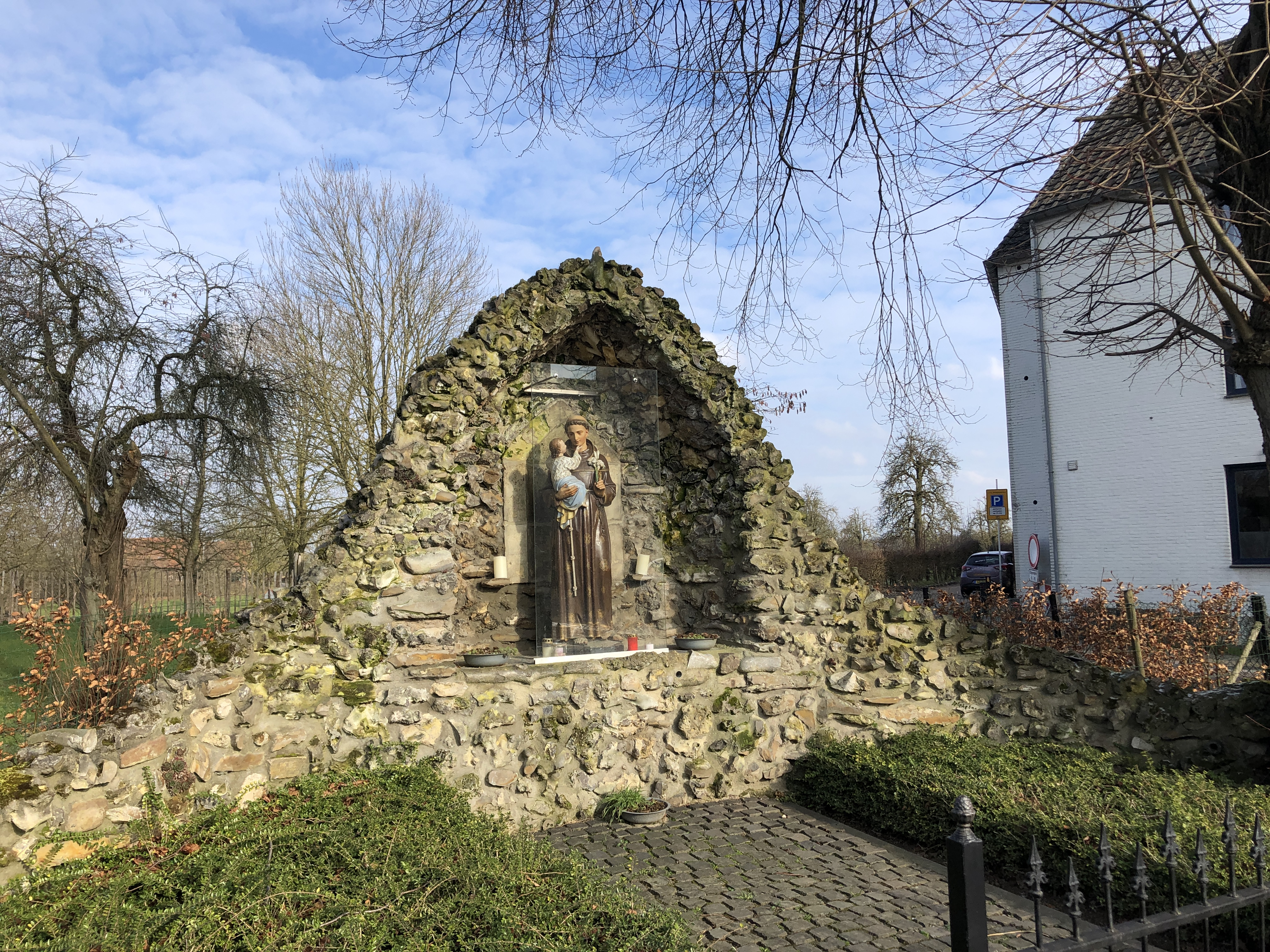
Sint-Antoniuskapel in Eckelrade

De Sint-Antoniuskapel of Sint-Antoniusgrot is een kapel in Eckelrade in de Nederlandse gemeente Eijsden-Margraten. De grotkapel staat op de kruising van de Linderweg, Keerestraat en Klompenstraat, 150 meter ten noorden van de Sint-Bartholomeuskerk.
De kapel is gewijd aan Antonius van Padua.

## Geschiedenis
In 1946 werd de kapel gebouwd, op verzoek van pastoor Mullenders.

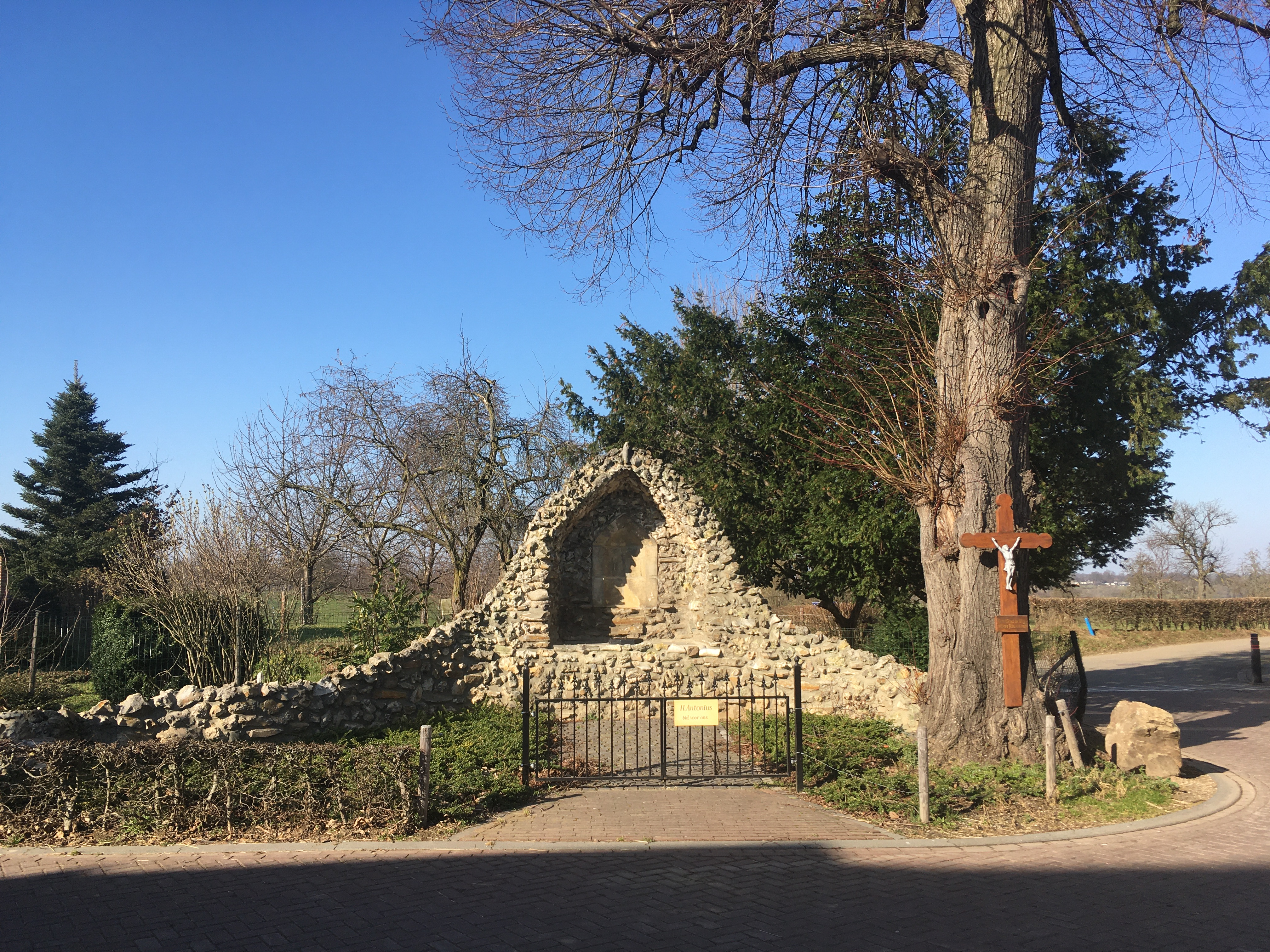
Gerenoveerde kapel zonder Antoniusbeeld

In 2019 werd de kapel gerenoveerd. Het oude houten beeld was doorgerot en werd vervangen.

## Bouwwerk
De grotkapel is gebouwd met vuurstenen uit de vuursteenmijnen van Rijckholt in het Savelsbos. In de achterwand zijn mergelblokken verwerkt. Naast de kapel staat een linde met een wegkruis.